# Antonia Brico
Antonia Louisa Brieco (Rotterdam, 26 juni 1902 - Denver, 3 augustus 1989) was een Nederlands-Amerikaanse dirigente en pianiste. Ze was een van de eerste vrouwen die als dirigente werkte en ondervond in het begin van haar carrière tegenwerking omdat men van mening was dat het beroep van dirigent alleen door mannen kon worden uitgeoefend.

## Leven en carrière
Brico werd geboren als kind van Agnes Margaretha Brico (Haarlem, 29 augustus 1879 - Amsterdam, 20 maart 1909), een 22-jarige ongehuwde moeder. Ze groeide op bij pleegouders, het echtpaar Jan Wolthuis-Anna Kwak, waar ze de naam Wilhelmina Wolthuis had. Jan Wolthuis emigreerde in februari 1907 naar San Francisco (Californië). Anna Kwak en Antonia volgden in maart 1909. Ze kreeg al jong pianoles en toen ze in 1919 van de Oakland Technical High School afkwam, was ze al een ervaren pianiste en had ze ervaring in het dirigeren. Aan de Universiteit van Californië - Berkeley werkte Brico als assistente van Gaetano Merola, de latere grondlegger en directeur van de San Francisco Opera. Na haar afstuderen in 1923 studeerde ze piano bij verschillende leraren, met name de Poolse pianist en componist Zygmunt Stojowski.
In 1927 ging Brico naar de Staatliche Musikakademie in Berlijn. Ze studeerde in 1929 af in orkestdirectie, als eerste Amerikaan. In die periode was ze ook leerling van Karl Muck, dirigent van het Philharmonisches Staatsorchester Hamburg, bij wie ze na haar afstuderen nog drie jaar studeerde. Na haar debuut als professioneel dirigente bij de Berliner Philharmoniker in februari 1930 werkte Brico met de San Francisco Symphony Orchestra en met Mucks orkest in Hamburg. Ze kreeg lovende kritieken van critici en had succes bij het publiek. Optredens als gastdirigente bij orkesten in Detroit, Washington D.C. en andere steden volgden al snel. In 1934 werd zij benoemd tot dirigente van het nieuw opgerichte Women's Symphony Orchestra dat in januari 1939 (na de toelating van mannen) het Brico Symfonieorkest werd.
In juli 1938 was Brico de eerste vrouw die de New York Philharmonic leidde en in 1939 trad ze op met het symfonieorkest van het Federal Music Project tijdens de New York World's Fair. Tijdens een Europese tournee, waarin ze zowel als pianiste en als dirigente optrad, werd Brico door de Finse componist Jean Sibelius uitgenodigd om het Filharmonisch Orkest van Helsinki te leiden.
Brico verhuisde in 1942 naar Denver waar ze de Denver Philharmonic Orchestra oprichtte, een semi-professioneel orkest. Ze was van 1958 tot 1963 ook dirigente van het Boulder Philharmonic Orchestra. Ze gaf tevens pianoles, onder meer aan folkrockzangeres Judy Collins, die haar carrière begon als klassiek pianiste. Brico bleef optreden als gastdirigente bij orkesten over de hele wereld, maar een gastdirectie bij het Concertgebouworkest werd afgewezen, omdat dat voorstel van Eduard van Beinum "te sensationeel" werd gevonden.
In 1974 verscheen de documentaire Antonia: A Portrait of the Woman  van regisseur Jill Godmilow en Judy Collins, Brico's voormalige student, als producent. De film leidde ertoe dat ze werd uitgenodigd om het Mostly Mozart Festival Orchestra te dirigeren. Deze concerten werden opgenomen door Columbia Records.
Het laatste jaar van haar leven woonde ze in de Bella Vita Towers, een verpleeghuis in Denver, waar ze in 1989 na een langdurige ziekte op 87-jarige leeftijd stierf. Het History Colorado Center in Denver bezit een verzameling van haar brieven en documenten.

## Postume eer
- In het kunstwerk The Dinner Party van Judy Chicago is zij een van de 999 vrouwen op de Heritage Floor.
- Brico werd in 1986 opgenomen in de Colorado Women's Hall of Fame.
- In 2018 kwam de speelfilm De Dirigent van Maria Peters uit over Brico's strijd om als vrouw dirigent te worden, met in de hoofdrol Christanne de Bruijn.[6]
- In 2019 verscheen het boek De Dirigent, geschreven door Maria Peters, ISBN 978-90-225-8868-0

- Biografisch Portaal: 28992786
- Gemeinsame Normdatei: 134729366
- International Standard Name Identifier: 0000 0000 4730 0677
- Library of Congress Control Number: nr89015589
- MusicBrainz: 7cfe40c4-663a-424b-b852-fdfbdc6039f2
- Nationale Bibliotheek van Tsjechië: mzk20221168385
- Nationale Bibliotheek van Israël: 987012378054105171
- Istituto Centrale per il Catalogo Unico: DDSV235518
- SNAC: w6s47dtq
- Virtual International Authority File: 66314971
- WorldCat: E39PBJdxbwF7GCtPQ7VgyptdwC